# Ндонг, Дидье Ибрагим
Дидье́ Ибрагим Ндонг (фр. Didier Ibrahim Ndong; 17 июня 1994, Ламбарене, Габон) — габонский футболист, полузащитник клуба «Эр-Рияд» и сборной Габона.

## Карьера

### Клубная
Начинал карьеру в тунисском футбольном клубе «Сфаксьен». Дебютировал за основную команду 26 сентября 2012 года в 29-м туре чемпионата против «Кайруана». Команда Н’Донга победила со счётом 1:0. В сезоне 2012/13 провёл 18 игр и забил 1 гол, включая матчи плей-офф. Клуб завоевал титул чемпиона Туниса. Также в этом сезоне команда выиграла Кубок Конфедерации КАФ — африканский аналог Лиги Европы УЕФА. В сезоне 2013/14 сыграл 16 матчей в чемпионате, забил 1 гол. В сезоне 2014/15 сыграл 5 матчей.
В начале 2015 года перешёл в клуб «Лорьян», играющий во французской Лиге 1. В сезоне 2014/15 сыграл за команду 12 матчей в чемпионате. Голов не забил. В сезоне 2015/16 сыграл 34 матча, забил 2 гола.
Летом 2016 года перешёл в английский «Сандерленд». В сезоне 2016/17 сыграл 31 матч и забил 1 гол в чемпионате. В первой половине сезона 2017/18 сыграл 18 матчей в Чемпионшипе. В январе 2018 года отправился в аренду в «Уотфорд» до конца сезона.
1 января 2019 года полузащитник ФК «Сандерленд» Дидье Ндонг перешел в ФК «Генгам». Сыграл 11 матчей в чемпионате.

### В сборной
В 2011 году представлял сборную Габона в возрастной категории до 23 лет на чемпионате Африки среди юношей до 23 лет. Команда Габона стала победителем турнира.
В 2013 году играл за сборную Габона в возрастной категории до 20 лет на чемпионате Африки среди юношей до 20 лет. Провёл на поле 3 матча в рамках группового этапа. В плей-офф сборная не вышла.
За взрослую сборную дебютировал 14 ноября 2012 года в товарищеском матче против сборной Португалии. Встреча завершилась вничью со счётом 2:2.
Играл за сборную на Кубке Африки 2015. Провёл 3 матча на групповом этапе. В плей-офф команда не пробилась.

### Выступления за сборную
| Матчи Н’Донга за сборную Габона | Матчи Н’Донга за сборную Габона | Матчи Н’Донга за сборную Габона | Матчи Н’Донга за сборную Габона | Матчи Н’Донга за сборную Габона | Матчи Н’Донга за сборную Габона |
| №                               | Дата                            | Оппонент                        | Счёт                            | Голы                            | Соревнование                    |
| ------------------------------- | ------------------------------- | ------------------------------- | ------------------------------- | ------------------------------- | ------------------------------- |
| 1                               | 14 ноября 2012                  | Португалия                      | 2:2                             | —                               | Товарищеский матч               |
| 2                               | 10 января 2013                  | Тунис                           | 1:1                             | —                               | Товарищеский матч               |
| 3                               | 8 июня 2013                     | Республика Конго                | 0:0                             | —                               | Отборочные матчи ЧМ-2014        |
| 4                               | 15 июня 2013                    | Нигер                           | 4:1                             | —                               | Отборочные матчи ЧМ-2014        |
| 5                               | 7 сентября 2013                 | Буркина-Фасо                    | 0:1                             | —                               | Отборочные матчи ЧМ-2014        |
| 6                               | 6 сентября 2014                 | Ангола                          | 1:0                             | —                               | Отборочные матчи КАН-2015       |
| 7                               | 10 сентября 2014                | Лесото                          | 1:1                             | —                               | Отборочные матчи КАН-2015       |
| 8                               | 11 октября 2014                 | Буркина-Фасо                    | 2:0                             | —                               | Отборочные матчи КАН-2015       |
| 9                               | 15 октября 2014                 | Буркина-Фасо                    | 1:1                             | —                               | Отборочные матчи КАН-2015       |
| 10                              | 15 ноября 2014                  | Ангола                          | 0:0                             | —                               | Отборочные матчи КАН-2015       |
| 11                              | 19 ноября 2014                  | Лесото                          | 4:2                             | —                               | Отборочные матчи КАН-2015       |
| 12                              | 9 января 2015                   | Сенегал                         | 0:1                             | —                               | Товарищеский матч               |
| 13                              | 17 января 2015                  | Буркина-Фасо                    | 2:0                             | —                               | Кубок африканских наций 2015    |
| 14                              | 21 января 2015                  | Республика Конго                | 0:1                             | —                               | Кубок африканских наций 2015    |
| 15                              | 25 января 2015                  | Экваториальная Гвинея           | 0:2                             | —                               | Кубок африканских наций 2015    |
| 16                              | 25 марта 2015                   | Мали                            | 4:3                             | —                               | Товарищеский матч               |
| 17                              | 30 марта 2015                   | Беларусь                        | 0:0                             | —                               | Товарищеский матч               |
| 18                              | 11 ноября 2015                  | Мозамбик                        | 0:1                             | —                               | Отборочные матчи ЧМ-2018        |
| 19                              | 14 ноября 2015                  | Мозамбик                        | 1:0 (4:3 пен.)                  | —                               | Отборочные матчи ЧМ-2018        |
| 20                              | 25 марта 2016                   | Сьерра-Леоне                    | 2:1                             | —                               | Товарищеский матч               |
| 21                              | 2 сентября 2016                 | Судан                           | 2:1                             | —                               | Товарищеский матч               |
| 22                              | 6 сентября 2016                 | Камерун                         | 1:2                             | —                               | Товарищеский матч               |
| 23                              | 8 октября 2016                  | Марокко                         | 0:0                             | —                               | Отборочные матчи ЧМ-2018        |
| 24                              | 14 января 2017                  | Гвинея-Бисау                    | 1:1                             | —                               | Кубок африканских наций 2017    |
| 25                              | 18 января 2017                  | Буркина-Фасо                    | 1:1                             | —                               | Кубок африканских наций 2017    |
| 26                              | 22 января 2017                  | Камерун                         | 0:0                             | —                               | Кубок африканских наций 2017    |
| 27                              | 24 марта 2017                   | Гвинея                          | 2:2                             | —                               | Товарищеский матч               |
| 28                              | 4 июня 2017                     | Замбия                          | 0:0                             | —                               | Товарищеский матч               |
| 29                              | 10 июня 2017                    | Мали                            | 1:2                             | —                               | Отборочные матчи КАН-2019       |
| 30                              | 7 октября 2017                  | Марокко                         | 0:3                             | —                               | Отборочные матчи ЧМ-2018        |
| 31                              | 10 октября 2017                 | Бенин                           | 0:1                             | —                               | Товарищеский матч               |
| 32                              | 23 марта 2019                   | Бурунди                         | 1:1                             | —                               | Отборочные матчи КАН-2019       |
| 33                              | 15 октября 2019                 | Марокко                         | 3:2                             | —                               | Товарищеский матч               |
| 34                              | 14 ноября 2019                  | ДР Конго                        | 0:0                             | —                               | Отборочные матчи КАН-2021       |
| 35                              | 17 ноября 2019                  | Ангола                          | 2:1                             | —                               | Отборочные матчи КАН-2021       |
| 36                              | 11 октября 2020                 | Бенин                           | 0:2                             | —                               | Товарищеский матч               |
| 37                              | 12 ноября 2020                  | Гамбия                          | 2:1                             | —                               | Отборочные матчи КАН-2021       |
| 38                              | 16 ноября 2020                  | Гамбия                          | 1:2                             | —                               | Отборочные матчи КАН-2021       |
| 39                              | 25 марта 2021                   | ДР Конго                        | 3:0                             | —                               | Отборочные матчи КАН-2021       |
| 40                              | 5 сентября 2021                 | Египет                          | 1:1                             | —                               | Отборочные матчи ЧМ-2022        |
| 41                              | 8 октября 2021                  | Ангола                          | 1:3                             | —                               | Отборочные матчи ЧМ-2022        |
| 42                              | 11 октября 2021                 | Ангола                          | 2:0                             | —                               | Отборочные матчи ЧМ-2022        |

Итого: 42 игры / 0 голов; 14 побед, 16 ничьих, 12 поражений.

## Достижения
«Сфаксьен»
- Чемпион Туниса: 2012/13
- Обладатель Кубка Конфедерации КАФ: 2013

Габон (до 23)
- Чемпион Африки (до 23 лет): 2011